# San Miguel (Santander)
Pour les articles homonymes, voir San Miguel.
San Miguel est une municipalité colombienne située dans le département de Santander.